# Abd al-Halim Abu Ghazala
Abd al-Halim Abu Ghazala (ur. 15 stycznia 1930 w Zuhur al-Umara, zm. 6 września 2008 w Kairze) – egipski wojskowy i polityk, minister obrony Egiptu w latach 1981–1989.

## Życiorys
Brał udział wojnie izraelsko-arabskiej 1948-1949. Egipską Akademię Wojskową ukończył w 1949, służył w artylerii. Sympatyzował z ruchem Wolnych Oficerów, którzy w 1952 przejęli władzę w państwie, zapoczątkowując rewolucję egipską.
Walczył w wojnie sueskiej. Po niej wyjechał na studia podyplomowe do ZSRR, gdzie spędził kilka lat. Po powrocie został komendantem instytutu artylerii w Akademii Wojskowej w Kairze, krótko kierował także wywiadem wojskowym Egiptu. Nie wziął udział w wojnie sześciodniowej, gdyż w momencie jej wybuchu służył w garnizonie na zachodniej granicy kraju. Sześć lat później, w wojnie Jom Kipur, był zastępcą głównodowodzącego egipską artylerią.
W drugiej połowie lat 70. XX wieku był attaché wojskowym Egiptu w Stanach Zjednoczonych. W maju 1980 został szefem sztabu armii egipskiej, zaś w 1981 objął resort obrony. 6 października 1981, gdy podczas parady wojskowej w rocznicę przekroczenia Kanału Sueskiego przez armię egipską w wojnie Jom Kipur terroryści islamscy dokonali udanego zamachu na prezydenta kraju Anwara as-Sadata, Abu Ghazala znajdował się obok niego na trybunie honorowej. Nie odniósł jednak żadnych obrażeń. Gdy nowym prezydentem Egiptu został dotychczasowy wiceprezydent Husni Mubarak, Abu Ghazala w imieniu armii ślubował mu lojalność.
W 1982 otrzymał awans na stopień marszałka wojsk lądowych. Był zwolennikiem reformy w armii egipskiej, bliskiej współpracy Egiptu z USA, w tym dopuszczeniem do kraju amerykańskich inwestorów, był antykomunistą i konserwatystą, podkreślał swoje przywiązanie do islamu. Należał do Biura Politycznego Partii Narodowo-Demokratycznej. W 1984 został z niego usunięty przez prezydenta Mubaraka, oficjalnie w celu ograniczenia politycznego zaangażowania armii, faktycznie zaś dlatego, iż prezydent obawiał się wzrostu wpływów popularnego wojskowego. Brał udział w tłumieniu buntów służby bezpieczeństwa oraz strajku maszynistów w 1986, nie popierał przy tym polityki zwalczania opozycji prowadzonej przez ministra spraw wewnętrznych Badra. W ocenie wielu analityków i dyplomatów bunt pracowników służb bezpieczeństwa w lutym 1986 stanowił poważny cios dla reputacji Mubaraka, podniósł natomiast pozycję Abu Ghazali. Autorytet ministra obrony podniosła jeszcze jego interwencja po porwaniu włoskiego statku „Achille Lauro”, gdy Abu Ghazala we współpracy z Amerykanami doprowadził do ujęcia porywaczy. Z mniejszym powodzeniem współpracował z USA po uprowadzeniu w listopadzie 1985 samolotu Egyptian Air. W porozumieniu z CIA brał udział w przekazywaniu zakupionej przez amerykańskie służby broni afgańskim mudżahedinom walczącym z interwencją radziecką, w ramach operacji Cyklon.
Aby zneutralizować wpływy Abu Ghazali, Mubarak proponował mu stanowisko wiceprezydenta. Ofertę tę, oznaczającą faktycznie odsunięcie od ścisłego kręgu władzy, Abu Ghazala odrzucił, stwierdzając, że mógłby być wiceprezydentem tylko przy zachowaniu teki ministra obrony. Egipski minister obrony cieszył się znacznym szacunkiem w USA, był także wskazywany jako możliwy sukcesor Mubaraka na urzędzie prezydenta Egiptu.
W końcu 1987 prasa zachodnia poinformowała o międzynarodowym amerykańsko-argentyńsko-egipsko-irackim projekcie budowy rakietowych pocisków balistycznych Condor II. Pojawiły się podejrzenia, iż Abu Ghazala usiłował nielegalnie, drogą przemytu, uzyskać informacje o amerykańskiej technologii budowy pocisków. W USA nie postawiono mu zarzutów, jednak Husni Mubarak, uznając całą sytuację za okazję do pozbawienia Abu Ghazali wpływów w kraju, pozbawił go stanowiska ministerialnego i mianował go jednym z prezydenckich doradców, co oznaczało powierzenie mu jedynie funkcji reprezentacyjnych. Sześć miesięcy później USA poinformowały o wystąpieniu Egiptu z programu Condor II.
W 1991 poparł projekt operacji Pustynna Burza. Dwa lata później zrezygnował ze sprawowanej funkcji doradcy i wycofał się z życia publicznego. Napisał czterotomową historię wojskową I wojny w Zatoce Perskiej.
W 2005 pojawiły się informacje o jego starcie w wyborach prezydenckich, w których miał być nieformalnym kandydatem nielegalnego Stowarzyszenia Braci Muzułmanów. Ostatecznie jednak nie wziął udział w wyborach. Zmarł trzy lata później na raka. Został pochowany według ceremoniału wojskowego, zaś prezydent Husni Mubarak wziął osobisty udział w uroczystościach pogrzebowych.